# Union (hrabstwo Vernon)
Union – miasto w Stanach Zjednoczonych, w stanie Wisconsin, w hrabstwie Vernon.